# Cornelius Albertus Kloekhof
Cornelius Albertus Kloekhof (ook wel: Kloekhoff, Cloeckhof, Klockhof, Klockof, Klökhof, Kloeckhof of Kloeckhoff; zijn voornaam is terug te vinden als Cornelius, Cornelis of Kornelis) (Culemborg, gedoopt op 29 september 1715 - Culemborg, 25 februari 1788), was een Nederlands arts en politicus.

## Biografie
Hij was de zoon van Balthasar Kloeckhoff (1680-1764) en Maria de Lange (1680-1756).
Hij studeerde geneeskunde te Leiden bij Hermannus Oosterdijk Schacht en Hieronymus David Gaubius van 10 december 1732 tot 24 juli 1736, toen hij zijn proefschrift verdedigde.
In 1737 werd hij stads-arts te Culemborg. Hij wordt daar schepen op 1 mei 1747 en uiteindelijk, gelijk zijn vader en vele anderen in zijn familie, burgemeester op 2 juli 1758 tot in ieder geval 1773, maar niet later dan 1780. Hij was daar bevriend met onder andere politicus en jurist Abraham Perrenot.
In 1755 kwam hij in aanmerking voor de leerstoel der geneeskunde aan de Universiteit van Harderwijk ter vervanging van David de Gorter, die vertrok om lijfarts te worden te St. Petersburg. Hiervoor werd hij echter niet gekozen. Vanaf 21 mei 1760 was hij lid van de Hollandsche maatschappye der weetenschappen (tegenwoordig: Koninklijke Hollandsche Maatschappij der Wetenschappen), waarvoor hij meerdere artikelen schreef. Ook was hij lid Natuur- en Geneeskundige Correspondentie-Sociëteit vanaf 1780.
Zijn werken werden veelvuldig geciteerd, zowel in binnen- als buitenland. Een deel van zijn werken werd in het Duits vertaald. Er zijn twee werken die veel aandacht hebben gekregen:
Zijn beschrijving van een epidemie in Culemborg in het jaar 1741 (in zijn Opuscula Medica). Zijn tweede werk dat een grote invloed heeft gehad, was zijn werk over de geestesziekten "De morbis animi", waar hij een visie ten toon spreidde die zijn tijd ver vooruit was. Vele artsen die de grondleggers waren van de huidige psychiatrie, citeerden Kloekhof als hun voorganger (zoals Weikard, Tissot en Reil). Met dit laatsgenoemde werk heeft Kloekhof waarschijnlijk ook de grond gelegd voor de ontwikkeling van het concept van ADHD.  
Hij overleed te Culemborg op 25-02-1788 en werd begraven in de St. Barbara Kerk aldaar op 28 februari 1788.

### Vertalingen in het Duits
- Vertaling in het Duits (1776) van Berigt wegens eene zonderlinge verbastering der ovaria.[35]
- Vertaling in het Duits (1789) van De morbis animi ab infirmato tenore medullæ cerebri dissertatio[36]
- Vertaling in het Duits (1800) van Bericht van eene zonderlinge darm-verstropping.[37]
- Vertaling in het Duits (1801) van Historia Febris Epidimiae Culenburgensium Anni MDCCLI. (eerste hoofdstuk uit zijn Opuscula Medica)[38]